# جاكوار دي-تايب
جاكوار دي-تايب (بالإنجليزية: Jaguar D-Type)‏ هي سيارة من تصنيع شركة سيارات جاكوار.